# Alfarería de Quinchamalí
La alfarería de Quinchamalí es una denominación de origen para la alfarería producida en las localidades de Quinchamalí y Santa Cruz de Cuca, en la Provincia de Diguillín, Región de Ñuble, Chile. Las piezas de alfarería presentan un color negro característico, producto de la quema y ahumado directo sobre la base de combustible de guano o paja, decorado con figuras en blanco. Aunque su comercialización comenzó a principios del siglo XX, su origen se encuentra en el Chile prehispánico, donde mapuches y pehuenches de la zona comenzaron a crear piezas con fines utilitarios.
En 2022, la alfarería de Quinchamalí y Santa Cruz de Cuca fue incluida en la Lista Representativa del Patrimonio Cultural Inmaterial de la Humanidad de la Unesco que requiere medidas urgentes de salvaguarda.

## Historia
El origen de la alfarería tanto en Quinchamalí, Santa Cruz de Cuca y en otras localidades de Chile se remonta a antiguas tradiciones prehispánicas relacionadas con los pueblos originarios que ya se encontraban en el territorio, tras la llegada de los europeos, particularmente los españoles, los elementos alfareros indígenas lentamente comenzaron a relacionarse con los elementos europeos, esto produjo un sincretismo cultural que hoy en día es representado por las figuras en greda, ejemplo de esto son principalmente las lozas utilitarias. 
En sus inicios, la alfarería fue utilizada como un método de subsistencia que permitía obtener alimentos a través del trueque o conchabar. No obstante, durante el siglo XX, tras la llegada del tren, se logró conectar a Quinchamalí con las grandes ciudades de Chillán y Concepción, lo que generó que aumentase la comercialización de las piezas. A partir de la década de 1970, la intensificación de la Industria forestal en Ñuble ha reducido la disponibilidad del espacio para el desarrollo de la alfarería. En la actualidad, el medio principal es la venta de las piezas. 

## Elemento

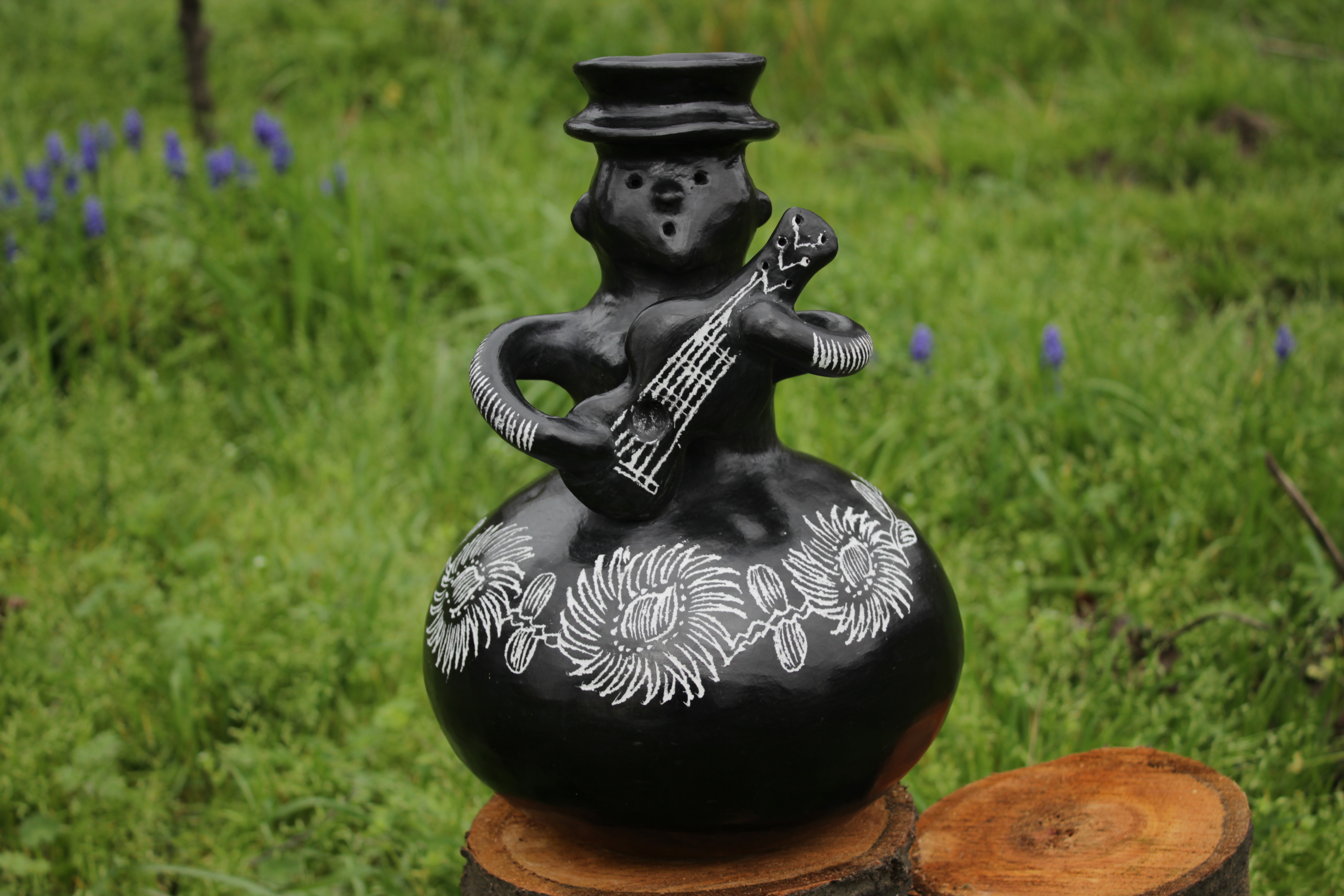
Guitarrera

La alfarería de Quinchamalí se encuentra dentro del patrimonio cultural de Chile, esta puede incluirse dentro de la de categoría de patrimonio cultural inmaterial por la técnica en sí y también representa a al patrimonio cultural material por el resultado de la técnica, es decir, el producto. La alfarería es un conocimiento heredado de generación en generación y en el caso de Quinchamalí, esto se realizaría principalmente mediante la socialización femenina de las integrantes de los hogares que ya poseen la tradición. La principal característica de este proceso es que es de carácter manual, no en serie, por lo cual cada figura es única e irrepetible. En sus inicios esta alfarería fue utilizada como un medio de subsistencia que permitía obtener artículos mediante el trueque de estos, pero hoy en día además de aportar a la subsistencia familiar también es un producto que permite generar ingresos.
Las figuras de Quinchamalí pueden dividirse en dos categorías, la primera denominada "loza chica, decorativa u ornamental" en donde encontramos las figuras pequeñas como el chanchito y la guitarrera, y por otro lado la "loza grande, utilitaria o de línea abierta" que corresponden a los platos, budineras, ollas y jarros. 

## Proceso de preparación y fabricación
Dentro del proceso de elaboración de la artesanía se distinguen 16 pasos o etapas que no inician cuando se inicia el proceso de creación de la figura como tal, sino que estos empiezan mucho antes, desde la recolección de los materiales, estos son: 
1. Preparación de los materiales: Una vez recolectadas las materias primas, es necesario preparar los diferentes materiales. La greda es el componente principal de la mezcla y antes de ser utilizada debe secarse, molerse y dejar que repose en agua por, aproximadamente, dos días.
2. Moler (Proceso en el cual se muelen la greda, la tierra y la arena).
3. Mezcla de materiales: Con un balde se miden los porcentajes exactos de greda, tierra amarilla, arena y agua necesarios para obtener la mezcla.
4. Amasar o pisar: Una vez mezcladas las materias primas, se procede al pisado y/o amasado del material. Aunque, generalmente, la mezcla es pisada (acción que se realiza utilizando los talones y las plantas del pie descalzo), algunas artesanas amasan la greda, pues el amasado requiere menos fuerza y energía que el pisado del material.
5. Porcionar la greda: Una vez pisada o amasada la mezcla es necesario dividirla en porciones. “Pancitos”, “ladrillos” o “quesitos” son separados por las artesanas y artesanos, envueltos en nailon y almacenados al interior o exterior de sus viviendas.
6. Construcción de base: En esta etapa se construye la base de la figura, debemos considerar que el proceso varía en virtud del tipo de pieza que se desee fabricar.
7. Armado de la figura: Con un cuchillo o cuchara de metal se eliminan todas las irregularidades o protuberancias de la figura. Posteriormente, con un trozo de cuero denominado “cordobán” se alisan sus paredes externas. Finalmente, se agregan las terminaciones o detalles como orejas, patas y brazos.
8. Raspado: Posteriormente y cuando se trata de piezas utilitarias, se procede al raspado de la figura. Con la ayuda de una cuchara o cuchillo de metal se raspa la pieza con el objetivo de adelgazar sus paredes y extraer el exceso de material.
9. Bruñido con agua: Con una piedra porosa empapada en agua se alisa nuevamente la figura, algunas alfareras, especializadas en la fabricación de loza utilitaria, realizan este proceso, por lo menos, dos veces.
10. Encolado: El colo rojo, extraído de los cerros de Santa Cruz de Cuca, se diluye en agua. Posteriormente y con la ayuda de un paño o tela se procede a empapar la figura con esta pasta acuosa, cubriéndola totalmente. Este proceso permite realizar un buen pulido posterior.
11. Bruñido en seco: Con una piedra suave y seca se pule, nuevamente, la figura.
12. Lustrado: Posteriormente la pieza se baña en “aceite de pata” o “enjundia de gallina” (actualmente, también, se utiliza aceite corriente). Luego, con un paño o tela, se lustra la figura hasta obtener el brillo deseado.
13. Pintado: Sobre la pieza aún sin cocer y con la ayuda de clavos o una aguja de victrola adosada a palos delgados o lápices Bic se dibuja o pinta la figura.
14. Quemado o cocción: Para comenzar el proceso de cocción, el guano de buey debe estar preparado y correctamente dispuesto en el lugar de combustión, a veces, se utiliza una rueda de carreta para contener el guano y limitar el espacio (actualmente, se ocupa leña de álamo en reemplazo o para complementar al guano de buey). Una vez encendida la hoguera, las piezas se ubican en un canasto cerca del fuego para absorber un poco de calor antes de entrar en contacto directo con el combustible. Luego, las figuras se depositan sobre las brasas del guano durante 20 o 30 minutos, aproximadamente, hasta lograr un color rojo intenso.
15. Teñido: Cuando la pieza está al rojo vivo, es retirada del fuego con una horquilla o gancho de metal. Algunas piezas finalizan aquí su proceso de cocción, pasando directamente a la etapa de pintado, estas figuras se caracterizan por ser de color rojizo y existir en menor proporción que la loza negra. Sin embargo, la mayoría de las figuras retiradas del fuego, son depositadas sobre una cama de guano de caballo (algunos cultores, en la actualidad, lo reemplazan por aserrín, paja de trigo o paja de arroz) y cubiertas con el mismo material. Cuando las piezas entran en contacto con el guano adquieren su característico color negro, este proceso se denomina “quema por reducción” y es realizado por la mayoría de artesanos y artesanas de Quinchamalí.
16. Agregar color blanco: Cuando la pieza se enfría se aplica el colo blanco. Este material, también, extraído de los cerros de Santa Cruz, se diluye en agua y con los dedos se empapan los incisos realizados durante la etapa de pintado.

### Fabricación de la artesanía
Para la fabricación de las figuras es necesaria la obtención de greda en estado natural, la cual se combina con arena y greda amarilla. La greda en estado natural se suele obtener por tres vías: recolección, trueque o compra. Esta greda se caracteriza por poseer arcilla y limo, las cuales son naturalmente maleables y permiten una fácil manipulación cuando entran en contacto con el agua. Respecto a la greda amarilla, se caracteriza por ser rica en sulfato de hierro, lo cual favorece la construcción de piezas por su alta impermeabilidad. Por su parte, la arena es un compuesto que también se obtiene por medio de recolección o trueque. Posterior a la fabricación, se usa un colo blanco para esgrafiar las piezas, el que se recolecta en los cerros o se obtiene mediante trueques.
Otros elementos que también son parte de la elaboración de las piezas son: guano de vacuno, leña, guano de caballo y enjundia de gallina. En el caso del primero, se utiliza para cocer la loza. El segundo se usa para la cocción de las figuras y también para la construcción de la base en la que se distribuye el guano de vacuno. Se suele comprar, aunque también se suele recolectar por terrenos aledaños. El tercero se manipula como base para el teñido de las piezas. Y, el cuarto, consiste en una grasa que se utiliza para lustrar las figuras y darles brillo. En ocasiones, los cultores pueden elegir cambiar el uso de algunos de estos elementos, reemplazando, por ejemplo, él guano de caballo por aserrín, paja de trigo y paja de arroz.

## Valoración y reconocimientos
El año 2014 las alfareras y alfareros de Quinchamalí y Santa Cruz de Cuca obtuvieron el reconocimiento de Tesoros Humanos Vivos por parte del Estado chileno, reconocimiento que identifica esta práctica como parte del patrimonio cultural inmaterial de Chile. Esto ayudó a dar mayor visibilidad a este oficio y un consecuente reconocimiento internacional. Ese mismo año, la alfarería de Quinchamalí y Santa Cruz de Cuca obtuvo la categoría de Denominación de Origen por parte del Instituto Nacional de Propiedad Industrial.
Por otro lado, por la propia acción de las alfareras y alfareros y como parte del Proceso de Salvaguardia gestionado participativamente por la Subdirección de Patrimonio Inmaterial del Ministerio de las Culturas, las Artes y el Patrimonio comenzó un proceso de postulación a ser reconocidas como parte de la Lista Representativa de Patrimonio Cultural Inmaterial de la Unesco, sin embargo, las necesidades de preservar y visibilizar la práctica sustentaron una postulación a la Lista de Patrimonio Cultural Inmaterial que requiere medidas urgentes de Salvaguardia.

### Testimonios orales
La mayoría de la tradición de la alfarería en Quinchamalí y en Santa Cruz de Cuca se traspasa por el proceso de socialización en el cual las mujeres alfareras heredan la técnica a las nuevas generaciones. Ejemplo de esto son muchos relatos de mujeres alfareras que retratan como se ha iniciando la actividad como tal, como se ha ido desarrollando y transformado la labor alfarera. “En un principio yo no vendía loza, hacíamos loza para cambiar por legumbres, así se trabajaba antes. Yo cruzaba el río, yo cambiaba loza por porotos, por trigo, por harina cruda. Iba casa por casa ofreciendo (...) así era la vida antes, la vida antigua. Ahora ya no es así, nadie lo hace, yo juntaba porotos para todo el invierno (...) nosotros le llamábamos conchabar y era cambiar legumbres por loza. Si yo necesitaba trigo, iba a un lugar, decía qué necesitaba, me llenaban el tiesto, yo llevaba una bolsa y ahí me los tría y ellos se quedaban con la loza”. (Zulema Vielma)
Tema aparte es en relación con la juventud que cada vez más comienza a relacionarse con la labor alfarera ejemplo de esto es este testimonio. “Mi mamá con el tiempo empezó a darse cuenta que ella tenía un don en sus manos y comenzó a practicar (...) yo soy mala para hacer figuritas y cositas así , entonces no tengo mucha habilidad en las manos”. (Marta Fuentes, 29 años)